# Etheostoma aquali
Etheostoma aquali és una espècie de peix de la família dels pèrcids i de l'ordre dels perciformes que es troba a Tennessee (Estats Units).
Els mascles poden assolir els 8 cm de longitud total.